# Bhele jezik
Bhele jezik (bili, ebhele, ipere, kipere, kipili, pere, peri, pili, piri; ISO 639-3: bhy), nigersko-kongoanski jezik porodice bantu, kojim govori 15 000 ljudi (1989) u provinciji Nord-Kivu, Demokratska Republika Kongo.
S još 13 jezika sačinjava centralnu bantu podskupinu Bira-Huku (D.30). Dijalekt: bugombe (ebugombe); pismo: latinica

## Vanjske poveznice
- Ethnologue (14th)
- Ethnologue (15th)